# Jerome Cowan
Jerome Palmer Cowan (* 6. Oktober 1897 in New York City; † 24. Januar 1972 in Encico, Kalifornien) war ein US-amerikanischer Schauspieler.

## Leben und Karriere
Direkt nach seinem Schulabschluss begann der gebürtige New Yorker Jerome Cowan seine Showkarriere mit Auftritten in Vaudeville- und Burlesque-Bühnenshows, dann wurde er Mitglied einer durch die USA reisenden Theatertruppe. Nach einem Kriegsdienst bei der United States Navy im Rahmen des Ersten Weltkrieges kehrte er zur Bühne zurück und kam ab dem Jahr 1923 zu Auftritten am Broadway. Der Filmproduzent Samuel Goldwyn zeigte sich im Jahr 1935 von Cowans Darbietung in dem Broadway-Hit Boy Meets Girl so begeistert, dass er ihn für seinen Film Geliebter Rebell nach Hollywood verpflichtete. Dieser Film, in dem Cowan an der Seite von Merle Oberon eine größere Nebenrolle spielte, bedeutete sein Filmdebüt.
In den folgenden Jahrzehnten übernahm Cowan Rollen in über 100 Filmen und etwa genauso vielen Fernsehserien. Sein vielleicht bekanntester Film ist der Film-noir-Klassiker Die Spur des Falken (1941) von John Huston, in dem Cowan den bald nach Filmbeginn ermordeten Detektivpartner von Humphrey Bogart verkörperte. Cowans Markenzeichen war der bleistiftdünne Schnurrbart, der ihn vorwiegend auf elegante Figuren in Nebenrollen festlegte. Er übernahm ein breites Rollenspektrum und verkörperte zunächst öfters schmierige Schurken, Geschäftsmänner oder auch den besten Freund des Hauptdarstellers, mit zunehmendem Alter aber auch Respektspersönlichkeiten. Im Film-Musical Tanz mit mir (1937) spielte er beispielsweise den Impresario von Ginger Rogers, im Weihnachtsklassiker Das Wunder von Manhattan (1947) einen überforderten Staatsanwalt. Eine wiederkehrende Rolle hatte der Schauspieler als Vorgesetzter Mr. Radcliffe in der Blondie-Filmreihe an der Seite von Penny Singleton. Für ihn seltene Film-Hauptrollen hatte er in den B-Filmen Crime By Night (1942) and Find the Blackmailer (1943) bei Warner Brothers, wo er viele Jahre Vertragsschauspieler war.
Mit Beginn des Fernsehens spielte der Darsteller in den 1950er- und 1960er-Jahren zahlreiche Gastrollen in Fernsehserien und gehörte außerdem bei mehreren Serien auch zur Hauptbesetzung – etwa als einer der Ko-Stars von Tab Hunter in der Sitcom Ein Playboy hat’s schwer zwischen 1960 und 1961. Auch war er in den 1950er-Jahren mit vier Produktionen wieder am New Yorker Broadway aktiv. Cowan stand bis ein Jahr vor seinem Tod für Film- und Fernsehproduktionen vor der Kamera.
Jerome Cowan war von 1928 bis zu seinem Tod im Januar 1972 mit der Schauspielkollegin Helen Dodge verheiratet. Das Paar hatte zwei Töchter namens Suzanne und Diane. Für seine Fernseharbeit erhielt Cowan einen Stern auf dem Hollywood Walk of Fame.

## Filmografie (Auswahl)
- 1936: Geliebter Rebell (Beloved Enemy)
- 1937: Gehetzt (You Only Live Once)
- 1937: Tanz mit mir (Shall We Dance)
- 1937: Für Sie, Madame … (Vogues of 1938)
- 1937: … dann kam der Orkan (The Hurricane)
- 1938: The Goldwyn Follies
- 1938: There’s Always a Woman
- 1939: She Married a Cop
- 1939: Die alte Jungfer (The Old Maid)
- 1939: Dreivierteltakt am Broadway (The Great Victor Herbert)
- 1940: Tropische Zone (Torrid Zone)
- 1940: Im Taumel der Weltstadt (City for Conquest)
- 1941: Entscheidung in der Sierra (High Sierra)
- 1941: Vertauschtes Glück (The Great Lie)
- 1941: Der Herzensbrecher (Affectionately Yours)
- 1941: Ufer im Nebel (Out of the Fog)
- 1941: Mit einem Fuß im Himmel (One Foot in Heaven)
- 1941: Die Spur des Falken (The Maltese Falcon)
- 1942: Nacht im Hafen (Moontide)
- 1942: Der schwarze Vorhang (Street of Chance)
- 1942: Who Done It?
- 1943: Botschafter in Moskau (Mission to Moscow)
- 1943: Das Lied von Bernadette (The Song of Bernadette)
- 1944: Das Leben der Mrs. Skeffington (Mr. Skeffington)
- 1944: Minstrel Man
- 1944: Guest in the House
- 1945: G. I. Honeymoon
- 1945: Hitchhike to Happiness
- 1946: My Reputation
- 1946: Der Held des Tages (The Kid from Brooklyn)
- 1946: Die perfekte Heirat (The Perfect Marriage)
- 1946: Blondie Knows Best
- 1947: Blondie’s Big Moment
- 1947: Blondie’s Holiday
- 1947: Blondie in the Dough
- 1947: Blondie’s Anniversary
- 1947: Ehebruch (The Unfaithful)
- 1947: Das Wunder von Manhattan (Miracle on 34th Street)
- 1947: Der Fluch des Wahnsinns (Cry Wolf)
- 1947: Dangerous Years
- 1948: Blondie’s Reward
- 1948: Blondie’s Secret
- 1948: Das ist also New York (So This is New York)
- 1948: Die Nacht hat tausend Augen (Night Has a Thousand Eyes)
- 1948: Die Braut des Monats (June Bride)
- 1949: Blondie’s Big Deal
- 1949: Blondie Hits the Jackpot
- 1949: Ein Mann wie Sprengstoff (The Fountainhead)
- 1949: Venus am Strand (The Girl from Jones Beach)
- 1949: Sumpf des Verbrechens (Scene of the Crime)
- 1949: Tritt ab, wenn sie lachen (Always Leave Them Laughing)
- 1950: Der Mann ihrer Träume (Young Man with a Horn)
- 1950: Verliebt, verlobt, verheiratet (Peggy)
- 1950: Seine Frau hilft Geld verdienen (The Fuller Brush Girl)
- 1950: The West Point Story
- 1950: Todfeindschaft (Dallas)
- 1952: Not for Publication (Fernsehserie, 6 Folgen)
- 1953–1957: Valiant Lady (Fernseh-Seifenoper, 1024 Folgen)
- 1956: Modern Romances (Fernsehserie, 5 Folgen)
- 1959: Have Rocket -- Will Travel
- 1959: Twilight Zone (Fernsehserie, Folge 1x04)
- 1959: Tausend Meilen Staub (Rawhide, Fernsehserie, Folge 2x06)
- 1959: Gold in Alaska (The Alaskans, Fernsehserie, Folge 1x08)
- 1959: Perry Mason (Fernsehserie, 2 Folgen)
- 1959–1963: 77 Sunset Strip (Fernsehserie, 3 Folgen)
- 1960: Besuch auf einem kleinen Planeten (Visit to a Small Planet)
- 1960: Privatbesitz (Private Property)
- 1960–1961: Ein Playboy hat’s schwer (The Tab Hunter Show, Fernsehserie, 32 Folgen)
- 1960–1963: The Real McCoys (Fernsehserie, 3 Folgen)
- 1961: Alles in einer Nacht (All in a Night’s Work)
- 1961: Gnadenlose Stadt (Naked City, Fernsehserie, Folge 3x04)
- 1961: Die unteren Zehntausend (Pocketful of Miracles)
- 1962: Sprung aus den Wolken (Ripcord, Fernsehserie, Folge 2x03)
- 1963: Tu das nicht, Angelika (Critic’s Choice)
- 1963: Mein Onkel vom Mars (My Favorite Martian, Fernsehserie, Folge 1x11)
- 1964: Bonanza (Fernsehserie, Folge 5x26)
- 1964: Die Heulboje (The Patsy)
- 1965: Eine zuviel im Harem (John Goldfarb, Please Come Home)
- 1965: Tammy, das Mädchen vom Hausboot (Tammy, Fernsehserie, Folge 1x07)
- 1966: Frankie und Johnny (Frankie and Johnny)
- 1966: The Munsters (Fernsehserie, Folge 2x31)
- 1966: Daniel Boone (Fernsehserie, Folge 3x03)
- 1966: Penelope
- 1967: Die abenteuerliche Reise ins Zwergenland (The Gnome-Mobile)
- 1969: Der Komiker (The Comic)
- 1970: Green Acres (Fernsehserie, Folge 5x23)
- 1971: Alias Smith und Jones (Fernsehserie, Folge 1x11)